# Thunderbirds Are Go!
A Thunderbirds Are Go! 2015-ben indult brit televíziós 2D-s számítógépes animációs sorozat, amelynek alkotója Sylvia Anderson. A sorozat az 1960-as évekbeli Thunderbirds című sorozat rebootja.

## Cselekmény
A sorozat az International Rescue nevű mentőszervezetről szól. A szervezetet a Tracy család irányítja a titkos csendes-óceáni főhadiszállásukról. Kalandjaik során technológiailag fejlett eszközöket használnak, a legfontosabb a "Thunderbirds" (Viharmadarak) nevű járműsorozat, melyet az öt Tracy testvér irányít.

## Szereplők
| Szereplő     |
| ------------ |
| Virgil Tracy |
| John Tracy   |